# Stazione di Meaux
La stazione di Meaux (in francese Gare de Meaux) è la principale stazione ferroviaria di Meaux, Francia.